# (853) Nansenia
Pour les articles homonymes, voir Nansenia.
(853) Nansenia est un astéroïde de la ceinture principale découvert le 2 avril 1916 à Simeis par l'astronome russe Sergueï Beljawsky. Sa désignation provisoire était 1916 S28.
L’astéroïde est nommé d’après l’explorateur polaire norvégien Fridtjof Nansen.